# パンツァーファウスト作戦

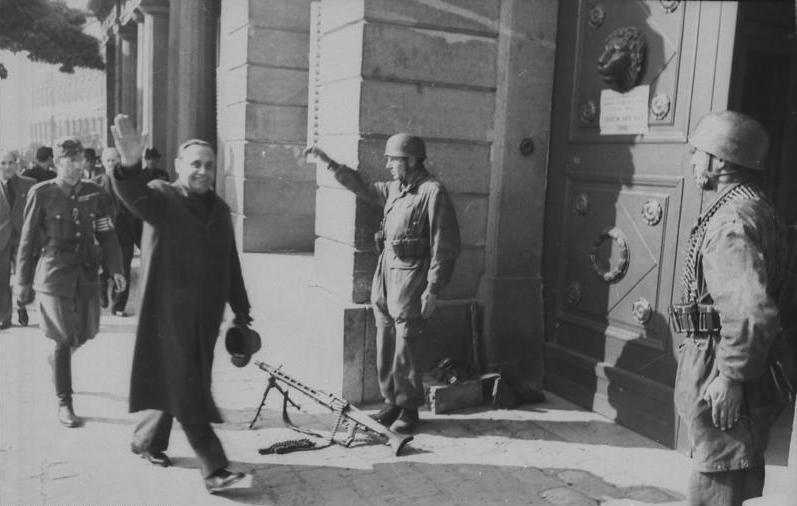
ブダ城に入るサーラシ・フェレンツ

パンツァーファウスト作戦（パンツァーファウストさくせん、ドイツ語: Unternehmen Panzerfaust）は、ナチス・ドイツと矢十字党により1944年10月15日に実行されたハンガリー王国のクーデター計画。クーデターは成功し、新たにサーラシ・フェレンツを首班とする国民統一政府が成立した。

## 背景
第二次世界大戦における独ソ戦勃発とともに、ハンガリー王国は枢軸国の一員として参戦した。ハンガリーは工業・石油の供給地であり、バルカン半島とドイツをつなぐ要衝でもあるため、ドイツにとってはどうしても手放せない地であった。しかし第二次世界大戦の戦況は次第に不利になり、ハンガリー王国摂政ホルティ・ミクローシュと首相カーロイ・ミクローシュは極秘裏に連合国と休戦交渉を行った。
これを察知したドイツは、1944年3月19日にハンガリーの離反を食い止める計画マルガレーテI作戦を発動してハンガリーを占領した。首相カーロイは亡命し、親独派のストーヤイ・デメ駐独大使が首相となった。また、ドイツから特使エトムント・フェーゼンマイヤーが派遣され、政府とホルティを監視した。
ハンガリー国内にはドイツ軍が駐屯し、ハンガリー軍の大半は東部戦線に送られた。また、バルカン半島のドイツ軍の指揮を執る南東軍集団・F軍集団司令官マクシミリアン・フォン・ヴァイクス元帥がブダペストに司令部を置き、バルカン作戦の管轄に当たった。
6月、赤軍はバグラチオン作戦を発動し、ドイツ軍を独ソ国境地帯まで押し返した。

## 作戦開始までの出来事
1944年

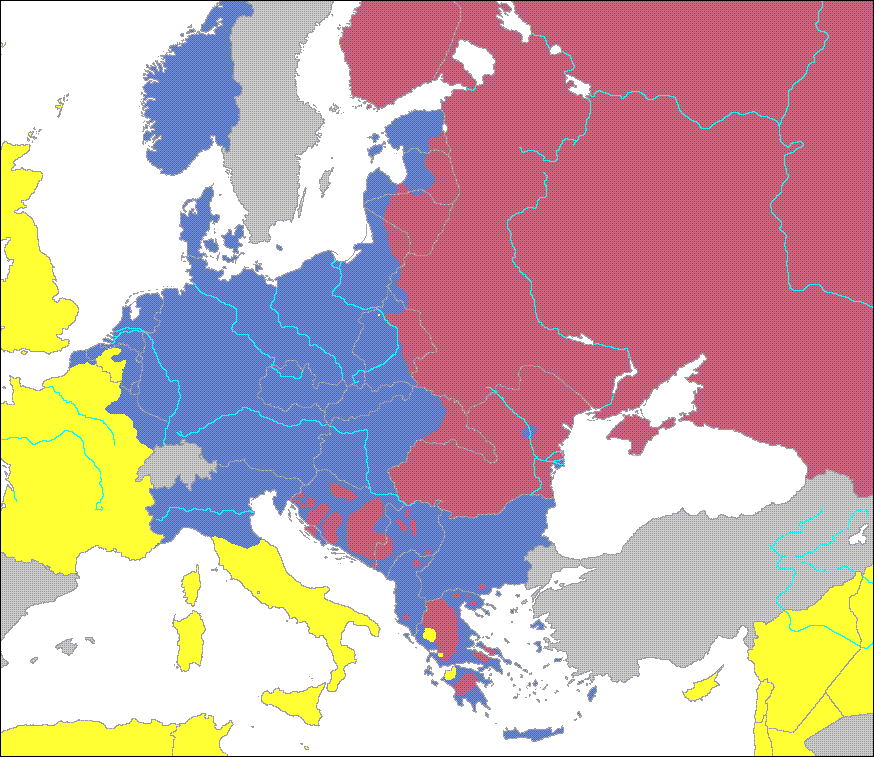
1944年9月25日当時の戦線。青が枢軸国の勢力範囲、赤がソ連軍とパルチザンの勢力範囲、黄が米英仏軍の勢力範囲

- 8月4日、フィンランドでリスト・リュティ大統領が辞任。後任のカール・グスタフ・エミール・マンネルヘイム大統領は、ドイツとフィンランドの共戦を謳ったリュティ＝リッベントロップ協定（ドイツ語版、フィンランド語版、英語版）を「リュティ前大統領の個人的な方針に過ぎない」として破棄し、事実上枢軸陣営から離脱。9月19日にソ連およびイギリスと休戦協定を結ぶ。
- 8月23日、ハンガリーの隣国であるルーマニア王国でクーデターが起こり、ソ連赤軍と休戦協定を結んだ。
- 8月25日、ルーマニアがドイツに宣戦する。
- 8月26日、ブルガリア王国が中立を宣言した。

東ヨーロッパに残った枢軸国はハンガリー一国となり、戦線がハンガリー国境地帯に迫ることが確実となった。
- 8月29日、ホルティは首相ストーヤイを解任し、親英米派である元ハンガリー第1軍司令官ラカトシュ・ゲーザ大将を新首相に据えた。
- 9月2日、ドイツのアドルフ・ヒトラー総統はヴァイクス元帥にギリシャの放棄を命じる。
- 9月5日、ソ連がブルガリアに宣戦し、侵攻を開始する。

ラカトシュ首相は南部ウクライナ方面軍司令官ヨハネス・フリースナー上級大将と相談し、ハンガリー・ルーマニア国境地帯であるカルパティア山脈とトランシルヴァニアアルプス山脈の防衛計画を策定した。しかしソ連赤軍は国境の峠を次々と突破した。このため9月7日にはブダペストで、ソ連赤軍がブダペスト南方140マイルのアラドに迫ったという噂が流れた。ホルティは緊急閣議を開き、ドイツから強力な援軍がなくては戦えないと決議した。ラカトシュ首相は特使フェーゼンマイヤーに「24時間以内に5個師団を提供しなければ自由行動をとる権利を保留する」と通告した。ヒトラーはこれに対して戦車1個師団、武装親衛隊2個師団、戦車2個旅団を送り込んだ。
しかしソ連赤軍の侵攻は食い止められず、9月9日には要衝ズクラ峠が突破された。ハンガリー軍と王国政府の士気は低下し、フリースナー上級大将もハンガリー軍に戦意がないためにハンガリー防衛は不可能とヒトラーに具申している。ホルティは密かに臨時閣議を開き、休戦の方針を決定した。しかし閣議の様子はドイツに筒抜けであり、ヒトラーはホルティの逮捕計画を立て始めた。ヴェレシュ・ヤーノシュハンガリー軍参謀総長が総統大本営ヴォルフスシャンツェを訪れて兵力増強を要請した際にヒトラーは、「我々はともに『反共十字軍』の同志と信じてきた。だが、もはや貴国政府に対する信頼は消滅した」と告げている。

## ホルティの和平工作

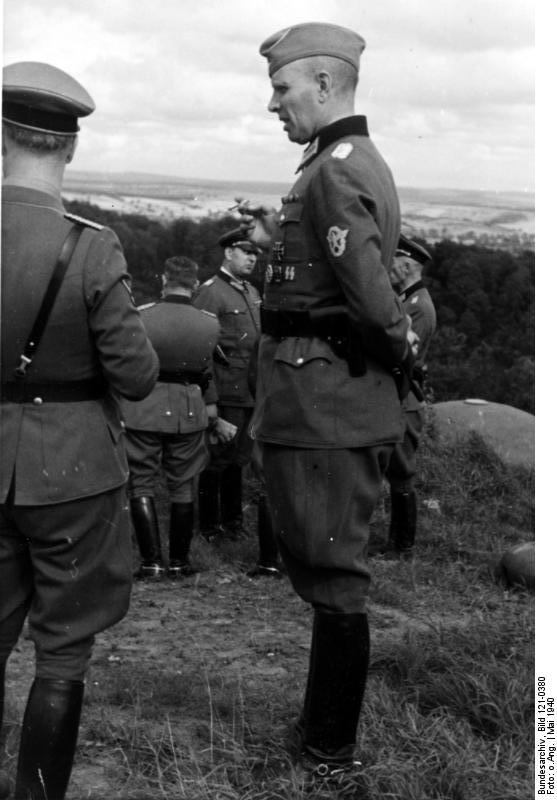
オットー・ヴィンケルマン。1940年

9月20日、ソ連赤軍はアラドを占領し、以前ブダペストに恐慌をもたらした噂が現実となった。ホルティはイタリア戦線で戦闘しているイギリス第8軍（en）に使者を送ったが、イギリス側は現在ハンガリー軍と戦闘しているソ連と交渉するべきと勧告するにとどまった。
10月1日、ファラゴ・ガボル大将を団長とする使節団がソ連の首都モスクワに派遣された。ハンガリー側は交渉条件として即時休戦と独軍の安全な退却、ハンガリー占領に米英軍も参加することを設定していた。しかしソ連側はすぐに回答せず、使節団は待たされ続けた。10月8日、ヴャチェスラフ・モロトフ外相がようやく使節団に面会したが、ソ連側は休戦条件としてドイツに対する即時宣戦布告を要求した。ドイツの占領下に置かれているハンガリー側は困惑したが、ソ連軍がブダペストに次第に近づきつつあったため、10月12日に要求を受諾すると決定した。しかしドイツ軍への対処には前線に配置されているハンガリー軍が必要であり、軍を引き上げるための時間を考慮して10月20日に休戦する旨をモスクワに通告した。これに対してソ連側は「10月16日午前8時」以前に意志を明確化することを要請し、ホルティは10月15日午前10時に閣議決定、正午にフェーゼンマイヤー特使に通告することにした。ホルティは休戦決定文をブダペスト放送に送り、10月15日午後1時に休戦放送を行うよう命令した。
しかしハンガリーが休戦で一致していたわけではなく、駐ブダペスト親衛隊及び警察指導者オットー・ヴィンケルマン親衛隊大将が10月6日に行った情勢判断によると、「議会では矢十字党を中心とする主戦派が影響力を拡大した」「軍内部が分裂し、一部の将軍と上級士官の大部分が継戦を支持している」という状況であった。

## 計画

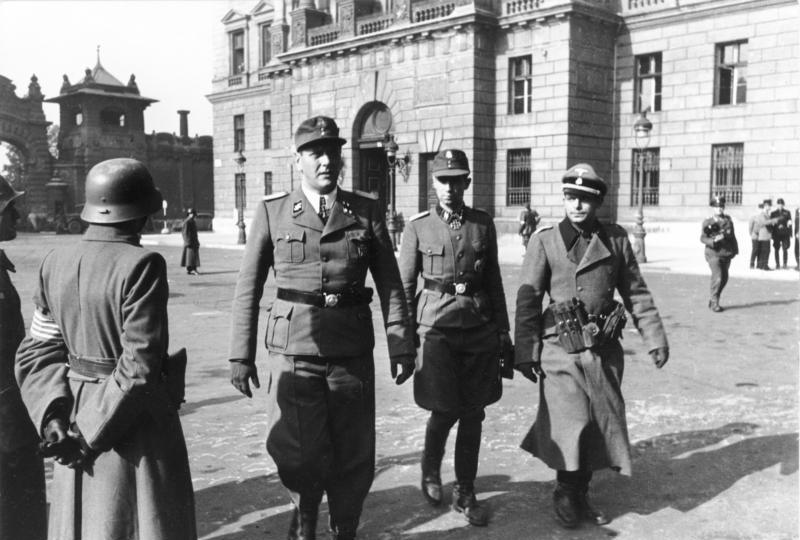
オットー・スコルツェニー、一人置いてアドリアン・フォン・フェルカーザム。1944年10月16日、ブダペストにて

計画はまずホルティの住むブダ城の調査から始まった。ヴィンケルマン親衛隊大将がブダ宮殿を調査し、オットー・スコルツェニー親衛隊少佐が襲撃計画を立てた。
9月25日、ヒトラーはハンガリー全土を「作戦区域」とする命令書に署名し、ブダペスト制圧作戦「パンツァーファウスト作戦」を準備させた。スコルツェニーと第600SS降下猟兵大隊（SS-Fallschirmjägerbataillon 600）の部下500人がホルティと政府要人の逮捕に当たり、矢十字党党首サーラシ・フェレンツが政権を掌握する計画であった。作戦用のビラが用意されてブダペストに運び込まれたが、ヒトラーの病状が悪化したため作戦実行命令は下されなかった。
10月に入るとホルティ側の休戦の動きはますます活発になった。ヴィンケルマン親衛隊大将は作戦発動をたびたび要請し、10月6日には独断で和平派であるホルティの息子ホルティ・ミクローシュ（hu）とブダペスト地区軍司令官バカイ・シラード空軍大将らの逮捕を命令した。
10月12日、作戦実行を決断したヒトラーは、ワルシャワ蜂起を鎮圧したエーリヒ・フォン・デム・バッハ＝ツェレウスキー親衛隊大将に作戦の指揮を執らせるためにブダペストに派遣した。

## 作戦発動

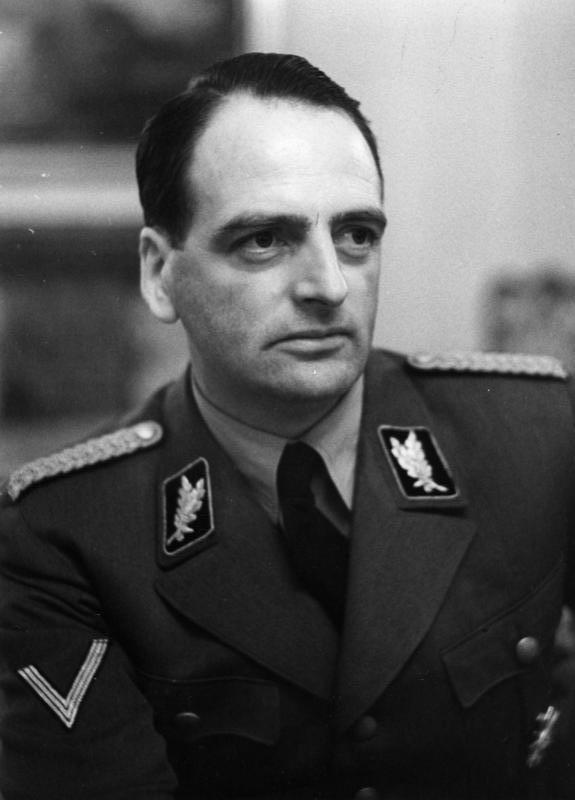
エトムント・フェーゼンマイヤー

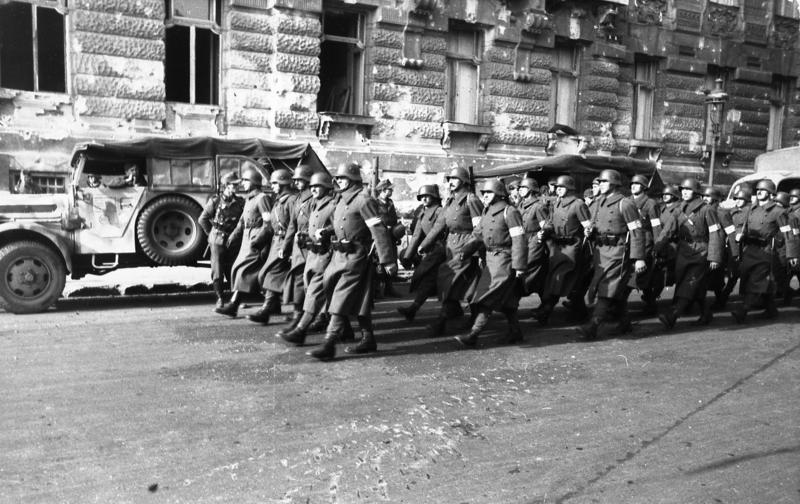
ブダペスト市内を行進する矢十字党員

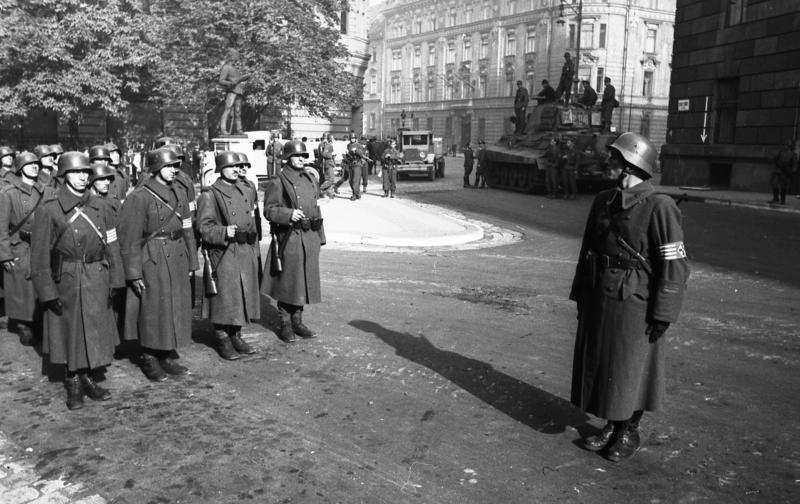
ブダペスト市内に出た矢十字党員

10月13日、前線のハンガリー第1軍、ハンガリー第2軍で部隊の戦線離脱が続発した。バッハ＝ツェレウスキー親衛隊大将はパンツァーファウスト作戦の即時発動を進言した。報告を受けたヒトラーは、参謀総長ハインツ・グデーリアンに作戦発動を指令し、政治面の指導者としてルドルフ・ラーン元駐伊大使をブダペストに急派した。
10月14日、ラーンがブダペストに到着し、ほぼ同時に戦車42両が到着した。またフェーゼンマイヤー特使はホルティから翌日に面会したいとの連絡を受け、グデーリアン参謀総長はヴェレシュ・ハンガリー軍参謀総長から「増援が達成されないため、第一線部隊を引き上げる」という通告を受けた。グデーリアン参謀総長はハンガリーの情勢が決定的になったとして、「15日午前10時」作戦開始を命令した。また、統帥部長ヴァルター・ヴェンク中将をブダペストに派遣し、「ハンガリー軍の命令権はドイツ陸軍総司令部のみが保有するため、ハンガリー第1軍、ハンガリー第2軍への後退命令の取り消しを命令し」、「違反の場合はドイツ軍が必要な措置をとる」という通告文を午前10時ちょうどにヴェレシュ参謀総長へ手渡すよう命令した。

### 誘拐
15日午前8時、ホルティの息子はスコルツェニー親衛隊少佐の指示を受けたハンガリー人諜報員の訪問を受けた。諜報員は「ユーゴスラビアパルチザンの指導者ヨシップ・ブロズ・チトーの使者が『ダニューブ港湾局ビル』で午前10時に待っている」と伝えた。息子は気乗りしなかったが、父のホルティは重要な連絡があるかも知れないとして行くことを促した。
午前10時の少し前にホルティの息子は港湾局ビルに到着した。彼は3人の護衛を連れていたが、護衛を外に待たせて一人でビルに入った。その途端に10数人の男が彼に襲いかかり、暴行した。血まみれになった息子は絨毯に巻かれて担ぎ出された。異変に気づいた護衛と男達の間で銃撃戦が起こり、双方に1名ずつの死者が出た。息子は自動車に運び込まれ、飛行機でミュンヘンに移送された後、マウトハウゼン強制収容所に運び込まれた。

### 最後通告
ホルティは息子が誘拐されたことを知り驚愕した。また同じ頃、ヴェレシュ参謀総長はヴェンク中将の訪問を受け、通告文が手渡された。このため午前10時に予定されていた閣議は午前10時45分に行われることになった。
閣議においてホルティが対ソ和平以外に生存の道はないと言明した。また、ヴェレシュ参謀総長はドイツからの通告文を朗読し、ラカトシュ首相は議会の承認を得る余裕がなく、議会への責任を果たせないため内閣総辞職の意向を述べた。これに対しホルティは占領下の状態では議会が正常に機能しないとして、ハンガリー軍総司令官の権限で休戦できると主張した。
閣議が続く中、正午に特使フェーゼンマイヤーとヴィンケルマン親衛隊大将がブダ城を訪れた。ホルティは中座してフェーゼンマイヤーと面会し、何故息子を誘拐したのかと詰めよったが、フェーゼンマイヤーはホルティの息子が反逆者と交際していたという噂を聞いたことがあるとして「有罪なら壁の前に立つことになる」と通告した。その後、ホルティの回想によると、ホルティはフィーゼンマイヤーに対ソ休戦の方針を告げた。フェーゼンマイヤーは顔面蒼白になり、再考してほしい、せめて特命を受けたラーン元大使に会うまで待ってほしいと告げた。しかし、ヴィンケルマン親衛隊大将の回想では、ホルティは対ソ和平は考えているが「まだ決心していない」と述べたという。
面会の間に午後1時を迎え、ホルティの休戦決定文がブダペスト放送で放送された。放送を聞いた反独グループや地下運動団体が街にあふれ、刑務所の門を開いて一部の政治犯を釈放した。また放送の前にホルティはハンガリー第1軍と第2軍司令部に「ソ連軍と接触してドイツ軍を攻撃せよ」という極秘命令を下した。
同じ頃、ラーン元大使が王宮を訪れてホルティと面会した。ホルティの回想によると、ラーンが決心変更を求めたが、「ハンガリーの意思」は決定済みだと答えて背を向けたとしている。しかし、ヴィンケルマン親衛隊大将の回想ではラーンがホルティの良心に訴え、「ホルティは子供のように泣き、ラーンの手にすがり、全部取り消すと言って電話に走り寄ったが話すことが出来ず、夢遊病者のようであった」としている。
その間に、「摂政ホルティの名で発表された休戦は無効であり、ハンガリー軍と国民は最後まで戦う」という趣旨のヴェレシュ参謀総長名義の布告がブダペスト放送で放送された。さらにドイツとハンガリー軍の行進曲が流れた後、矢十字党指導者サーラシ・フェレンツが新政府を組織するというアナウンスが続けて放送された。街にはドイツ軍と戦車、矢十字党員があふれ、反独グループは街から姿を消した。

## 摂政退位

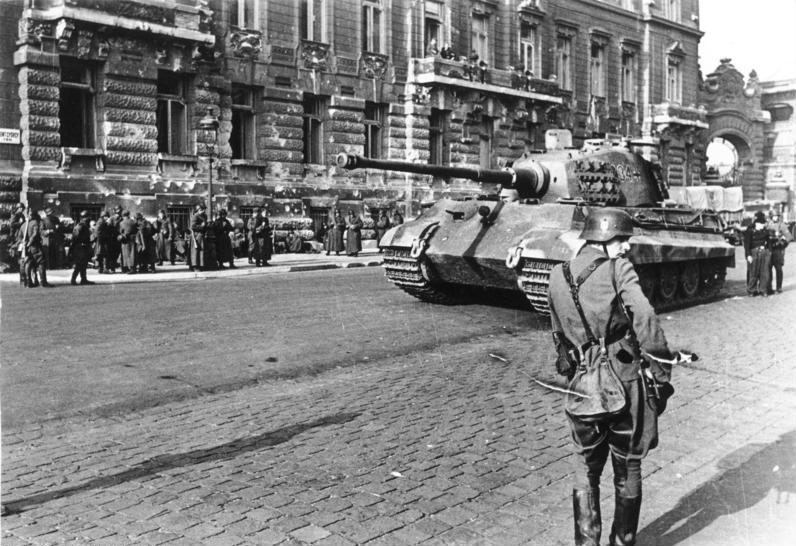
ブダ城とドイツ軍戦車ティーガーⅡ。1944年10月

ラーン元大使はホルティを排除するにしても、できるだけ反発を招かない形にすることが望ましいとして、サーラシの政府にお墨付きを与えた後にホルティを引退させることが望ましいと考えた。ラーンはラカトシュ首相を説得役にすることにし、特使フェーゼンマイヤーとともにブダ城に向かわせた。
夕刻、ラカトシュ首相はホルティに面会した。ホルティはこの時、小型カバンに衣類や洗面具を詰め、逮捕にそなえていた。ラカトシュ首相はドイツ語で書かれた「摂政退位宣言」と「サーラシの新首相任命」の宣言文案をホルティに手渡した。ホルティは署名を拒んだが、ラカトシュ首相はブダペストが2万5千人のドイツ軍部隊に包囲されており、16日午前6時にブダ城を攻撃する予定であること、ホルティの息子がドイツ軍に捕らえられていることを挙げて署名をすすめた。
ホルティが別室で待機していたフェーゼンマイヤーに息子の安否をたずねると、「賓客として丁重に世話している」と答えた。またホルティが宣言文と息子の運命は関係しているかと質問すると、「殿下の署名はご令息の生命と無事の帰還とに直接関係しています。」と答えた。その後、ホルティは宣言文案に署名した。ホルティは後に「この宣言は私の署名の有無に拘わらず布告されるものだと思った。私としては、それなら、私のサインで唯一人残された息子の生命を救うのが、神の御心にかなうと判断した」と回想している。
10月16日午前4時、ラーンは総統大本営に連絡し、ホルティが17日にサーラシを首相に任命した後に退位し、「休戦放送」を不問にする条件でドイツに亡命する許可を求めたと連絡し、ヒトラーも亡命を許可した。10月17日午後4時30分頃、サーラシの首相任命と摂政退位を終えたホルティは家族とともに特別列車に乗ってブダペストを離れた。ホルティは後に「私は財産と祖国を捕虜にしてしまった」と嘆いた。

## その後

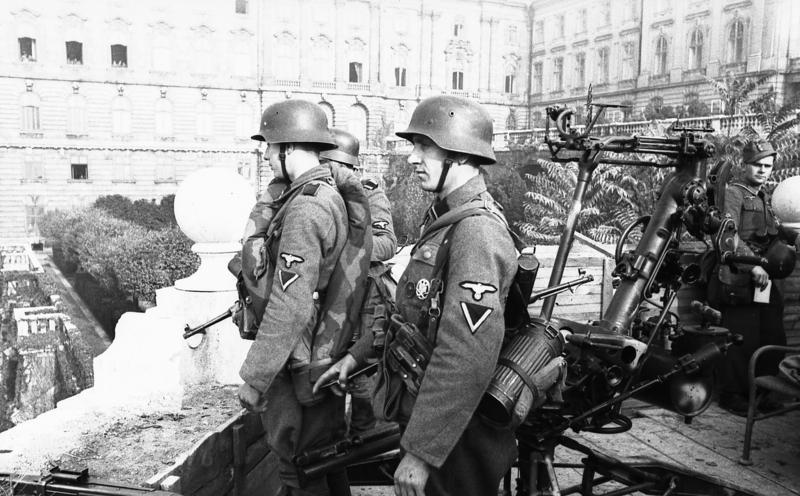
ブダ城を占拠した武装親衛隊

政権を握ったサーラシは国民統一政府の成立を宣言し、ソ連軍との抗戦を続けた。しかしソ連軍は次々にドイツ軍を撃破し、12月29日からブダペストに対する攻撃が始まった（ブダペスト包囲戦）。東部ではソ連軍の庇護の下に諸政党とハンガリー軍の一部が離反し、第1軍司令官であったダールノキ・ミクローシュ・ベーラを首班とするハンガリー臨時国民政府が成立した。
1945年2月にブダペストはついに陥落、ハンガリー国内の大部分もソ連軍によって制圧されており、矢十字党政府は西部国境地帯で抗戦を続けるにとどまった。1945年5月8日にドイツが降伏すると、矢十字党の政府も解散された。
ホルティの息子は解放されず、マウトハウゼンからダッハウ強制収容所、インスブルック、ニーダードルフを転々とし、最後はカプリ島に移された。1945年5月4日に米軍の保護下に移り、8月に解放された。
亡命したホルティ一家はヴァイルハイム・イン・オーバーバイエルン近郊のヒルシュベルクにあった古城に幽閉された。周囲には100人以上の武装親衛隊が警備しており、外部との連絡は絶ちきられた。1945年5月1日、アレグザンダー・パッチ大将が率いる第36歩兵師団によってホルティ一家は解放された。しかしホルティは戦争犯罪人として取り調べられ、ホルティ一家と息子が再会するのはホルティが解放された1945年12月17日のことであった。